# 白龙核电站
白龙核电站是中国大陆正在建设中的一座核电站，位于广西省防城港市防城区江山镇白龙村，项目规划建设6台CAP系列三代核电机组，总装机容量862万千瓦。一期工程建设两台CAP1000百万千瓦级核电机组，单台机组额定容量为125万千瓦。

## 历史
2003年8月27日，中国电力投资集团公司与广西壮族自治区签署《关于共同开展广西核电项目前期工作协议书》。2005年，初步可行性研究报告和项目建议书完成上报。后来，核电主管部门决定让中国广东核电集团有限公司参与项目的建设。2006年7月22日，中国广东核电集团有限公司、中国电力投资集团公司和广西投资集团有限公司在南宁签署《广西白龙核电站一期工程项目合作框架协议》。2008年，中电投和中广核因股权等原因合作破裂，中广核分道扬镳转战同处当地的红沙核电站，白龙核电项目陷入停滞。
2017年1月，白龙核电列入《国家能源发展“十三五”规划》核电开工备选厂址目录。2020年5月13日，国家能源局组织召开白龙核电项目专家座谈会，研究工程前期工作相关事宜，并于22日印发《关于广西白龙核电项目前期工作专家座谈会的会议纪要》，标志着白龙核电获得开展前期工作的“路条”。2024年8月19日，白龙核电站一期两台机组正式获得国家核准。

## 重要文件列表
| 文件名称                                                     | 文件编号              | 发布机关     | 发布日期   |
| ------------------------------------------------------------ | --------------------- | ------------ | ---------- |
| 关于颁发广西白龙核电厂1、2号机组建造许可证的通知             | 国核安发〔2025〕？号  | 国家核安全局 | 2025       |
| 关于广西白龙核电厂1、2号机组环境影响报告书（建造阶段）的批复 | 环审〔2025〕？号      | 生态环境部   | 2025       |
| 关于颁发《广西白龙核电厂1、2号机组场址选择审查意见书》的通知 | 国核安发〔2023〕112号 | 国家核安全局 | 2023-06-25 |
| 关于广西白龙核电厂1、2号机组环境影响报告书（选址阶段）的批复 | 环审〔2023〕58号      | 生态环境部   | 2023-06-25 |

## 反應堆數據
| 機組名稱 | 反應堆類型 | 單堆功率 | 始建 | 初次臨界 | 商轉 | 註記 |
| -------- | ---------- | -------- | ---- | -------- | ---- | ---- |
| 一期     |            |          |      |          |      |      |
| 白龙1號  | CAP1000    | 1250MW   | 2025 |          |      |      |
| 白龙2號  | CAP1000    | 1250MW   | 2026 |          |      |      |